# جان میجر
سِر جان مِیجِر (به انگلیسی: John Major) (زاده ۲۹ مارس ۱۹۴۳ در لندن) سیاست‌مدار محافظه‌کار بریتانیایی است که از ۱۹۹۰ تا ۱۹۹۷ نخست‌وزیر بریتانیا و رهبر حزب محافظه‌کار بریتانیا بوده است. وی در کابینه مارگارت تاچر وزیر امور خارجه بریتانیا و وزیر خزانه‌داری بریتانیا و از ۱۹۷۹ تا ۲۰۰۱ نماینده مجلس بریتانیا بوده است.
جان میجر نقش مهمی در تعیین منطقه پروازممنوع در شمال عراق در سال ۱۹۹۱ و محافظت از جان میلیون‌ها کرد عراقی در برابر حملات حکومت صدام حسین داشت. این کار با تصویب قطعنامه ۶۸۸ شورای امنیت سازمان ملل متحد در ۵ آوریل ۱۹۹۱ انجام شد.